# Eleições parlamentares europeias de 1987 no distrito de Lisboa
| Eleições parlamentares europeias de 1987 Distritos: Aveiro \| Beja \| Braga \| Bragança \| Castelo Branco \| Coimbra \| Évora \| Faro \| Guarda \| Leiria \| Lisboa \| Portalegre \| Porto \| Santarém \| Setúbal \| Viana do Castelo \| Vila Real \| Viseu \| Açores \| Madeira \| Estrangeiro |

## Resultados por concelho
Os resultados nos concelhos do Distrito de Lisboa foram os seguintes:

### Alenquer
| Partido                 | Partido                        | Votos  | %               |
| ----------------------- | ------------------------------ | ------ | --------------- |
|                         | Partido Social Democrata       | 5 750  | 28,24 / 100,00  |
|                         | Partido Socialista             | 5 579  | 27,40 / 100,00  |
|                         | Coligação Democrática Unitária | 3 626  | 17,81 / 100,00  |
|                         | Centro Democrático Social      | 2 081  | 10,22 / 100,00  |
|                         | Partido Renovador Democrático  | 1 391  | 6,83 / 100,00   |
|                         | Partido Popular Monárquico     | 401    | 1,97 / 100,00   |
|                         | Partido da Democracia Cristã   | 219    | 1,08 / 100,00   |
|                         | Outros (com menos de 1,00%)    | 707    | 3,48 / 100,00   |
| Votos Inválidos         | Votos Inválidos                | 605    | 2,97 / 100,00   |
| Total                   | Total                          | 20 359 | 100,00 / 100,00 |
| Eleitorado/Participação | Eleitorado/Participação        | 27 415 | 74,26 / 100,00  |

### Amadora
| Partido                 | Partido                        | Votos   | %               |
| ----------------------- | ------------------------------ | ------- | --------------- |
|                         | Partido Social Democrata       | 26 312  | 27,24 / 100,00  |
|                         | Partido Socialista             | 21 878  | 22,65 / 100,00  |
|                         | Coligação Democrática Unitária | 19 117  | 19,79 / 100,00  |
|                         | Centro Democrático Social      | 13 152  | 13,62 / 100,00  |
|                         | Partido Renovador Democrático  | 6 921   | 7,17 / 100,00   |
|                         | Partido Popular Monárquico     | 3 989   | 4,13 / 100,00   |
|                         | União Democrática Popular      | 1 345   | 1,39 / 100,00   |
|                         | Outros (com menos de 1,00%)    | 2 039   | 2,11 / 100,00   |
| Votos Inválidos         | Votos Inválidos                | 1 823   | 1,89 / 100,00   |
| Total                   | Total                          | 96 576  | 100,00 / 100,00 |
| Eleitorado/Participação | Eleitorado/Participação        | 130 647 | 73,92 / 100,00  |

### Arruda dos Vinhos
| Partido                 | Partido                        | Votos | %               |
| ----------------------- | ------------------------------ | ----- | --------------- |
|                         | Partido Social Democrata       | 1 420 | 28,85 / 100,00  |
|                         | Partido Socialista             | 1 406 | 28,57 / 100,00  |
|                         | Coligação Democrática Unitária | 601   | 12,21 / 100,00  |
|                         | Centro Democrático Social      | 547   | 11,11 / 100,00  |
|                         | Partido Renovador Democrático  | 485   | 9,85 / 100,00   |
|                         | Partido Popular Monárquico     | 83    | 1,69 / 100,00   |
|                         | Partido da Democracia Cristã   | 52    | 1,06 / 100,00   |
|                         | Outros (com menos de 1,00%)    | 145   | 2,95 / 100,00   |
| Votos Inválidos         | Votos Inválidos                | 183   | 3,72 / 100,00   |
| Total                   | Total                          | 4 922 | 100,00 / 100,00 |
| Eleitorado/Participação | Eleitorado/Participação        | 7 241 | 67,97 / 100,00  |

### Azambuja
| Partido                 | Partido                        | Votos  | %               |
| ----------------------- | ------------------------------ | ------ | --------------- |
|                         | Partido Social Democrata       | 3 095  | 27,24 / 100,00  |
|                         | Partido Socialista             | 2 875  | 25,30 / 100,00  |
|                         | Coligação Democrática Unitária | 2 183  | 19,21 / 100,00  |
|                         | Partido Renovador Democrático  | 957    | 8,42 / 100,00   |
|                         | Centro Democrático Social      | 824    | 7,25 / 100,00   |
|                         | União Democrática Popular      | 350    | 3,08 / 100,00   |
|                         | Partido Popular Monárquico     | 218    | 1,92 / 100,00   |
|                         | Outros (com menos de 1,00%)    | 432    | 3,80 / 100,00   |
| Votos Inválidos         | Votos Inválidos                | 430    | 3,78 / 100,00   |
| Total                   | Total                          | 11 364 | 100,00 / 100,00 |
| Eleitorado/Participação | Eleitorado/Participação        | 16 068 | 70,72 / 100,00  |

### Cadaval
| Partido                 | Partido                        | Votos  | %               |
| ----------------------- | ------------------------------ | ------ | --------------- |
|                         | Partido Social Democrata       | 3 556  | 43,65 / 100,00  |
|                         | Partido Socialista             | 2 024  | 24,84 / 100,00  |
|                         | Centro Democrático Social      | 1 237  | 15,18 / 100,00  |
|                         | Coligação Democrática Unitária | 323    | 3,96 / 100,00   |
|                         | Partido Renovador Democrático  | 236    | 2,90 / 100,00   |
|                         | Partido Popular Monárquico     | 159    | 1,95 / 100,00   |
|                         | Partido da Democracia Cristã   | 93     | 1,14 / 100,00   |
|                         | Outros (com menos de 1,00%)    | 199    | 2,45 / 100,00   |
| Votos Inválidos         | Votos Inválidos                | 320    | 3,93 / 100,00   |
| Total                   | Total                          | 8 147  | 100,00 / 100,00 |
| Eleitorado/Participação | Eleitorado/Participação        | 12 042 | 67,65 / 100,00  |

### Cascais
| Partido                 | Partido                        | Votos   | %               |
| ----------------------- | ------------------------------ | ------- | --------------- |
|                         | Partido Social Democrata       | 28 151  | 31,61 / 100,00  |
|                         | Centro Democrático Social      | 20 326  | 22,82 / 100,00  |
|                         | Partido Socialista             | 15 978  | 17,94 / 100,00  |
|                         | Coligação Democrática Unitária | 10 292  | 11,56 / 100,00  |
|                         | Partido Popular Monárquico     | 5 652   | 6,35 / 100,00   |
|                         | Partido Renovador Democrático  | 4 495   | 5,05 / 100,00   |
|                         | Outros (com menos de 1,00%)    | 2 706   | 3,05 / 100,00   |
| Votos Inválidos         | Votos Inválidos                | 1 460   | 1,64 / 100,00   |
| Total                   | Total                          | 89 060  | 100,00 / 100,00 |
| Eleitorado/Participação | Eleitorado/Participação        | 118 697 | 75,03 / 100,00  |

### Lisboa
| Partido                 | Partido                        | Votos   | %               |
| ----------------------- | ------------------------------ | ------- | --------------- |
|                         | Partido Social Democrata       | 139 014 | 28,41 / 100,00  |
|                         | Centro Democrático Social      | 99 410  | 20,32 / 100,00  |
|                         | Partido Socialista             | 98 678  | 20,17 / 100,00  |
|                         | Coligação Democrática Unitária | 67 629  | 13,82 / 100,00  |
|                         | Partido Popular Monárquico     | 32 119  | 6,56 / 100,00   |
|                         | Partido Renovador Democrático  | 27 303  | 5,58 / 100,00   |
|                         | União Democrática Popular      | 5 857   | 1,20 / 100,00   |
|                         | Outros (com menos de 1,00%)    | 10 139  | 2,07 / 100,00   |
| Votos Inválidos         | Votos Inválidos                | 9 139   | 1,87 / 100,00   |
| Total                   | Total                          | 489 288 | 100,00 / 100,00 |
| Eleitorado/Participação | Eleitorado/Participação        | 673 011 | 72,70 / 100,00  |

### Loures
| Partido                 | Partido                        | Votos   | %               |
| ----------------------- | ------------------------------ | ------- | --------------- |
|                         | Partido Social Democrata       | 45 523  | 27,57 / 100,00  |
|                         | Partido Socialista             | 38 679  | 23,42 / 100,00  |
|                         | Coligação Democrática Unitária | 33 267  | 20,14 / 100,00  |
|                         | Centro Democrático Social      | 21 704  | 13,14 / 100,00  |
|                         | Partido Renovador Democrático  | 11 041  | 6,69 / 100,00   |
|                         | Partido Popular Monárquico     | 5 736   | 3,47 / 100,00   |
|                         | União Democrática Popular      | 1 903   | 1,15 / 100,00   |
|                         | Outros (com menos de 1,00%)    | 3 943   | 2,40 / 100,00   |
| Votos Inválidos         | Votos Inválidos                | 3 344   | 2,02 / 100,00   |
| Total                   | Total                          | 165 140 | 100,00 / 100,00 |
| Eleitorado/Participação | Eleitorado/Participação        | 219 782 | 75,14 / 100,00  |

### Lourinhã
| Partido                 | Partido                        | Votos  | %               |
| ----------------------- | ------------------------------ | ------ | --------------- |
|                         | Partido Social Democrata       | 6 658  | 53,34 / 100,00  |
|                         | Partido Socialista             | 2 349  | 18,82 / 100,00  |
|                         | Centro Democrático Social      | 2 134  | 17,10 / 100,00  |
|                         | Coligação Democrática Unitária | 282    | 2,26 / 100,00   |
|                         | Partido Renovador Democrático  | 199    | 1,59 / 100,00   |
|                         | Outros (com menos de 1,00%)    | 408    | 3,27 / 100,00   |
| Votos Inválidos         | Votos Inválidos                | 452    | 3,62 / 100,00   |
| Total                   | Total                          | 12 482 | 100,00 / 100,00 |
| Eleitorado/Participação | Eleitorado/Participação        | 17 232 | 72,44 / 100,00  |

### Mafra
| Partido                 | Partido                        | Votos  | %               |
| ----------------------- | ------------------------------ | ------ | --------------- |
|                         | Partido Social Democrata       | 10 132 | 40,65 / 100,00  |
|                         | Partido Socialista             | 5 240  | 21,02 / 100,00  |
|                         | Centro Democrático Social      | 3 484  | 13,98 / 100,00  |
|                         | Coligação Democrática Unitária | 1 967  | 7,89 / 100,00   |
|                         | Partido Renovador Democrático  | 1 490  | 5,98 / 100,00   |
|                         | Partido Popular Monárquico     | 573    | 2,30 / 100,00   |
|                         | Partido da Democracia Cristã   | 273    | 1,10 / 100,00   |
|                         | Outros (com menos de 1,00%)    | 831    | 3,34 / 100,00   |
| Votos Inválidos         | Votos Inválidos                | 935    | 3,75 / 100,00   |
| Total                   | Total                          | 24 925 | 100,00 / 100,00 |
| Eleitorado/Participação | Eleitorado/Participação        | 34 693 | 71,84 / 100,00  |

### Oeiras
| Partido                 | Partido                        | Votos   | %               |
| ----------------------- | ------------------------------ | ------- | --------------- |
|                         | Partido Social Democrata       | 24 653  | 28,57 / 100,00  |
|                         | Partido Socialista             | 17 776  | 20,60 / 100,00  |
|                         | Centro Democrático Social      | 16 866  | 19,55 / 100,00  |
|                         | Coligação Democrática Unitária | 12 029  | 13,94 / 100,00  |
|                         | Partido Popular Monárquico     | 6 137   | 7,11 / 100,00   |
|                         | Partido Renovador Democrático  | 4 760   | 5,52 / 100,00   |
|                         | União Democrática Popular      | 949     | 1,10 / 100,00   |
|                         | Outros (com menos de 1,00%)    | 1 799   | 2,09 / 100,00   |
| Votos Inválidos         | Votos Inválidos                | 1 319   | 1,53 / 100,00   |
| Total                   | Total                          | 86 288  | 100,00 / 100,00 |
| Eleitorado/Participação | Eleitorado/Participação        | 114 387 | 75,44 / 100,00  |

### Sintra
| Partido                 | Partido                        | Votos   | %               |
| ----------------------- | ------------------------------ | ------- | --------------- |
|                         | Partido Social Democrata       | 39 112  | 29,97 / 100,00  |
|                         | Partido Socialista             | 29 707  | 22,77 / 100,00  |
|                         | Centro Democrático Social      | 20 574  | 15,77 / 100,00  |
|                         | Coligação Democrática Unitária | 18 933  | 14,51 / 100,00  |
|                         | Partido Renovador Democrático  | 8 924   | 6,84 / 100,00   |
|                         | Partido Popular Monárquico     | 5 364   | 4,11 / 100,00   |
|                         | União Democrática Popular      | 1 789   | 1,37 / 100,00   |
|                         | Outros (com menos de 1,00%)    | 3 203   | 2,46 / 100,00   |
| Votos Inválidos         | Votos Inválidos                | 2 884   | 2,21 / 100,00   |
| Total                   | Total                          | 130 490 | 100,00 / 100,00 |
| Eleitorado/Participação | Eleitorado/Participação        | 175 595 | 74,31 / 100,00  |

### Sobral de Monte Agraço
| Partido                 | Partido                           | Votos | %               |
| ----------------------- | --------------------------------- | ----- | --------------- |
|                         | Coligação Democrática Unitária    | 1 193 | 27,82 / 100,00  |
|                         | Partido Social Democrata          | 1 118 | 26,07 / 100,00  |
|                         | Partido Socialista                | 826   | 19,26 / 100,00  |
|                         | Centro Democrático Social         | 357   | 8,33 / 100,00   |
|                         | Partido Renovador Democrático     | 270   | 6,30 / 100,00   |
|                         | Partido Popular Monárquico        | 78    | 1,82 / 100,00   |
|                         | Partido da Democracia Cristã      | 67    | 1,56 / 100,00   |
|                         | Partido Socialista Revolucionário | 49    | 1,14 / 100,00   |
|                         | União Democrática Popular         | 44    | 1,03 / 100,00   |
|                         | Outros (com menos de 1,00%)       | 84    | 1,96 / 100,00   |
| Votos Inválidos         | Votos Inválidos                   | 202   | 4,71 / 100,00   |
| Total                   | Total                             | 4 288 | 100,00 / 100,00 |
| Eleitorado/Participação | Eleitorado/Participação           | 6 256 | 68,54 / 100,00  |

### Torres Vedras
| Partido                 | Partido                        | Votos  | %               |
| ----------------------- | ------------------------------ | ------ | --------------- |
|                         | Partido Social Democrata       | 14 829 | 40,71 / 100,00  |
|                         | Partido Socialista             | 7 906  | 21,71 / 100,00  |
|                         | Centro Democrático Social      | 4 673  | 12,83 / 100,00  |
|                         | Coligação Democrática Unitária | 3 898  | 10,70 / 100,00  |
|                         | Partido Renovador Democrático  | 1 867  | 5,13 / 100,00   |
|                         | Partido Popular Monárquico     | 780    | 2,14 / 100,00   |
|                         | Outros (com menos de 1,00%)    | 1 363  | 3,75 / 100,00   |
| Votos Inválidos         | Votos Inválidos                | 1 108  | 3,04 / 100,00   |
| Total                   | Total                          | 36 424 | 100,00 / 100,00 |
| Eleitorado/Participação | Eleitorado/Participação        | 51 471 | 70,77 / 100,00  |

### Vila Franca de Xira
| Partido                 | Partido                        | Votos  | %               |
| ----------------------- | ------------------------------ | ------ | --------------- |
|                         | Coligação Democrática Unitária | 13 932 | 27,06 / 100,00  |
|                         | Partido Socialista             | 12 491 | 24,26 / 100,00  |
|                         | Partido Social Democrata       | 12 062 | 23,43 / 100,00  |
|                         | Centro Democrático Social      | 5 129  | 9,96 / 100,00   |
|                         | Partido Renovador Democrático  | 3 626  | 7,04 / 100,00   |
|                         | Partido Popular Monárquico     | 1 338  | 2,60 / 100,00   |
|                         | União Democrática Popular      | 579    | 1,12 / 100,00   |
|                         | Outros (com menos de 1,00%)    | 1 261  | 2,44 / 100,00   |
| Votos Inválidos         | Votos Inválidos                | 1 073  | 2,08 / 100,00   |
| Total                   | Total                          | 51 491 | 100,00 / 100,00 |
| Eleitorado/Participação | Eleitorado/Participação        | 69 596 | 73,99 / 100,00  |